# Аварийный посёлок (Киев)
Аварийный посёлок (укр. Аварійне селище ) — историческая местность, бывший посёлок Киева. Также известен как Немецкий квартал. Расположен на левом берегу Днепра, между улицами Гната Хоткевича (Красногвардейская), Красноткацкой, Минина, Гетмана Павла Полуботка (Попудренко).

## История
Упоминается как Аварийный хутор в 1935 году, когда было включено в состав новосозданного Дарницкого района.
Довоенная жилая застройка посёлка была полностью уничтожена весной 1943 года в годы Второй мировой войны. Работы по возобновлению жилого фонда для работников предприятий «Дарницкий шёлковый комбинат» и «Химволокно» проводились немецкими военнопленными в конце 1940-х годов.
К началу 1950-х годов были застроены кварталы улиц Попудренко, Красногвардейской, Красноткацкой, Лебедева, Минина и Пожарского: около 40 жилых и несколько общественных (детский сад, баня) строений. Были построены дома проектов серий 1-207 (общежитие) и 1-228 (квартирный дом), а также дома характерные для пригородной застройки немецких городов 1930-х годов.
Большинство домов построены из кирпича или шлакобетона, также несколько из дерева и оштукатурены сверху (Николая Лебедева, 4 и Красноткацкая, 41а). Со временем были переделаны фасады некоторых домов (Краковская, 25, 25-А, 32, Минина, 19-А, Красноткацкая, 35, 43). Появились новые дома — улицы Краковская, 22 и Минина, 14.
С 2008 года застройка посёлка постепенно сносится для строительства многоэтажных жилых домов. В период 2008—2017 года под сносом оказались 17 жилых домов, также бывший детсад
(Краковская, 15), бывшее строение райвоенкомата (Николая Лебедева, 19-А) (снесено в 2009 г.), заброшенный корпус больницы (Попудренко, 36-А).

## Описание
На март 2017 года в посёлке было 22 жилых и три общественных строения времён начала 1950-х годов, четыре строения довоенных времён (фасады переделаны). Застройка Аварийного посёлка относится к ярким примерам послевоенной архитектуры (начало 1950-х годов).
Сейчас на территории посёлка есть несколько многоэтажных домов.

### Улицы
1. Гната Хоткевича (ранее Красногвардейская)
2. Краковская
3. Красноткацкая
4. Минина
5. Пожарского
6. Попудренко
7. Юрия Поправки (Николая Лебедева)

### Общественные учреждения
1. паспортный стол Днепровское районное отделение (Юрия Поправки, 14а)
2. Киевская местная прокуратура № 4 (Николая Лебедева, 14а)
3. отделение банка (Ощадбанк), почты (Новая почта)
4. санитарно-эпидемиологическая станция Днепровского района (Краковская, 28б)
5. военкомат Днепровского района (Юрия Поправки, 14а)